# Bergia diacheiron
Bergia diacheiron är en slamkrypeväxtart som beskrevs av Verdon och Gregory John Leach. Bergia diacheiron ingår i släktet Bergia och familjen slamkrypeväxter. Inga underarter finns listade i Catalogue of Life.